# Golfmeetboei

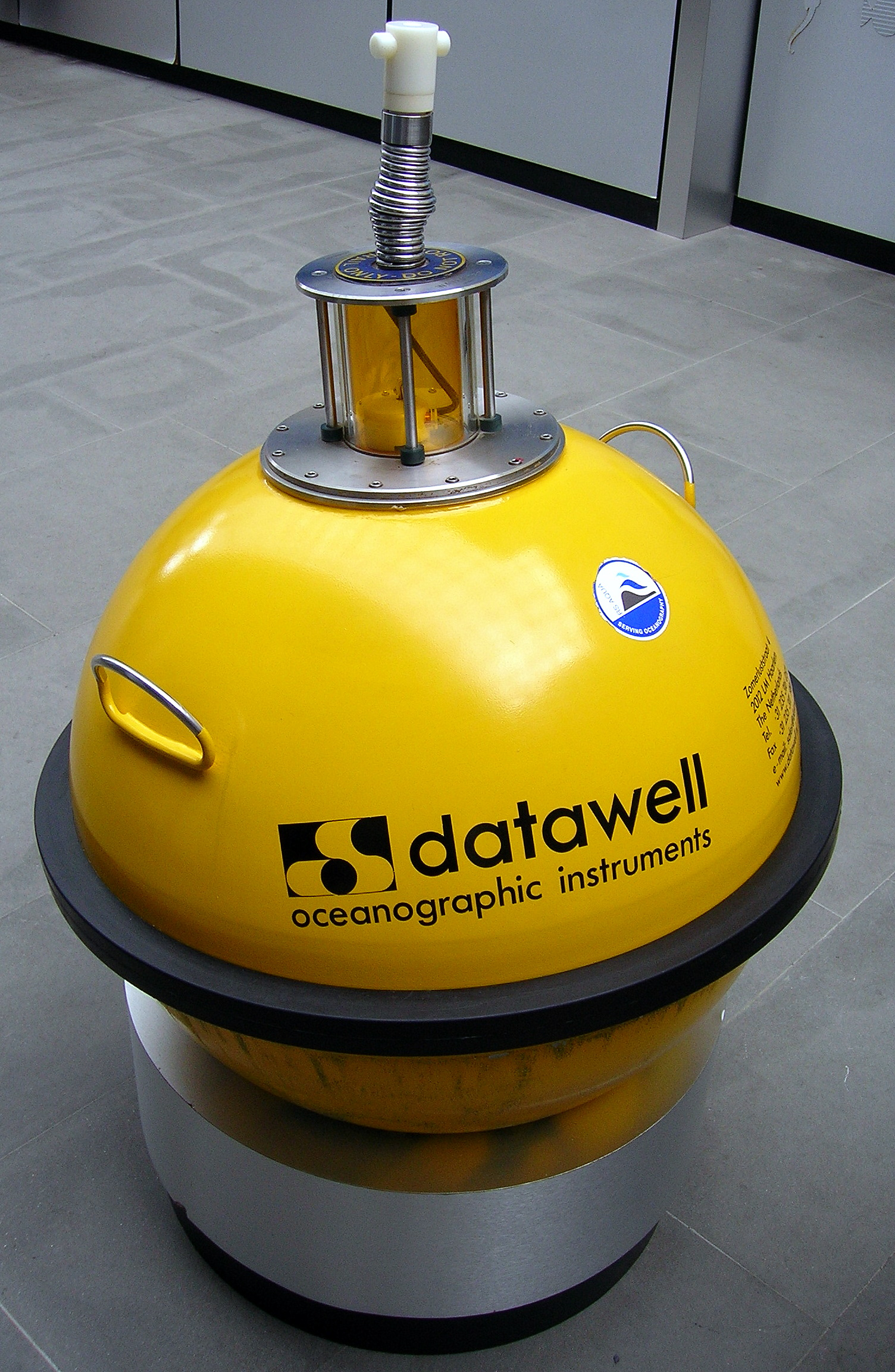
Wave rider boei

Een golfmeetboei is een boei om de hoogte, richting en periode van windgolven te meten

## Werking
Golfmeetboeien zijn boeien die met de wateroppervlakte meebewegen en een of meerdere versnellingsmeters bevatten. Over het algemeen wordt de versnelling in drie richtingen gemeten, en de kanteling van de boei. Door de gemeten versnelling twee keer te integreren krijgt men informatie over de plaats van de boei als functie van de tijd. Door dit te combineren met informatie over de kanteling kan een precies beeld verkregen worden over de variatie van het wateroppervlak als functie van de tijd. Deze informatie kan realtime doorgestuurd worden naar een walstation voor verdere verwerking, maar kan ook door een processor in de boei verwerkt worden. Vervolgens wordt de geaggregeerde informatie doorgestuurd naar de wal of lokaal opgeslagen. Deze optie wordt vooral gebruikt voor boeien die ver van de wal af liggen. 

## Historie
De oorsprong van deze boei ligt in de samenwerking tussen TNO en Rijkswaterstaat voor de ontwikkeling van oceanografische instrumenten voor praktisch gebruik. Ten behoeve van de Deltawerken had deze groep o.a. de Deltar ontwikkeld, en een van de ontwikkelaars (ir. C.M. Verhagen) hiervan had de gedachte dat door het dubbel integreren van het signaal van een versnellingssensor golfhoogtes en golfperiodes gemeten zouden moeten kunnen worden. De praktische ontwikkeling had wel de nodige voeten in de aarde,maar het bleek uiteindelijk te werken door deze sensor op een gestabiliseerd horizontaal platform te plaatsen. Om het product ook verder commercieel te ontwikkelen werd in 1961 de firma Datawell opgericht.  Veel van deze problemen zijn overigens door de ontwikkeling van de smartphone geen probleem meer. De WaveDroid is een golfboei met als hart een iPhone.
Een probleem bij al dit soort boeien is de kwaliteit van de verankering. Enerzijds moet de boei vrij kunnen bewegen en het wateroppervlak volgen, anderzijds mag de boei niet te ver wegdrijven en moet de verankering bestand zijn tegen stormen en aanvaringen. 

## Richtingsinformatie
In 1983 werd de Wavec op de markt gebracht, een boei die ook richtingen kan meten. Deze boei is niet meer kogelvormig, maar heeft meer een schijfvorm. Dit apparaat was geen commercieel succes doordat het wat moeilijk te hanteren was. Echter, door de ontwikkelingen op gebied van soft- en hardware was het mogelijk om ook met de bolvormige Waverider de richtinginformatie te verwerken. 

## Informatieverwerking
Over het algemeen wordt de informatie vergaard in batches van 20 minuten en wordt er iedere 30 minuten een nieuwe serie gestart. Met de data van deze 20 minuten wordt dan zowel in het tijdsdomein (Hs, H2%, Tm, etc.) als in het frequentiedomein (Hm0, Tp, Tm-1,0, etc.) de kenmerkende waarden berekend. Deze waarden worden dan naar een walstation gestuurd en zijn voor een veelheid van toepassingen beschikbaar. 
Zo liggen er langs de Nederlandse kust negen van deze boeien die constant de golfinformatie doorgeven. Deze informatie is online beschikbaar via de portal van waterinformatie van Rijkswaterstaat. Naast operationele informatie voor de scheepvaart worden deze boeien ook gebruikt voor informatie ten behoeve van de rekenmodellen voor de bepaling van de golfgroei.